# Aphanogryllacris teretistyla
Aphanogryllacris teretistyla är en insektsart som beskrevs av Andrej Vasiljevitj Gorochov 2007. Aphanogryllacris teretistyla ingår i släktet Aphanogryllacris och familjen Gryllacrididae. Inga underarter finns listade i Catalogue of Life.